# Современная летопись
«Совреме́нная ле́топись» — еженедельная газета, выходившая в Москве в 1861—1871 году.

## История
Газета «Современная летопись» в 1861—1862 году выходила в качестве приложения к «Русскому вестнику», с 1863 года — как приложение к «Московским ведомостям».
Издатель и редактор — М. Н. Катков.
Статьи и заметки посвящались в основном современным вопросам. С 1863 года содержание «Современной летописи» расширяется, газета становится ближе по направлению к «Московским ведомостям». Здесь подвергаются разносу новые общественные институты, такие как земства и думы, возникшие в результате реформ 60-х годов. Много места отводится защите русского духовенства, нападкам на восставших поляков. Публикуется немало тенденциозных «писем в редакцию», особенно из провинции.
В «Современной летописи» велись отделы «Записки театрала», «Театральная хроника», в которых печатались развернутые рецензии на спектакли, главным образом Малого театра. Напр., в 39-м номере за 1865 год 6 страниц газетного текста посвящены разбору пьес А. Н. Островского «На бойком место», А. А. Потехина «Отрезанный ломоть» и игре актёров Малого театра в комедии Шекспира «Много шуму из ничего».
Некоторые номера почти целиком посвящены искусству и литературе. В числе авторов — М. Н. Лонгинов, Ф. Буслаев Н. Щербань и другие. В 32-м номере за 1865 год Михаил Лонгинов поместил полемическую статью «Что значит „договориться“?», направленную против статей Д. И. Писарева о Пушкине. В «Современной летописи» печатал «Письма из Восточной Сибири» П. А. Кропоткин (1863, № 42—45).